# 首席部长 (尼泊尔)
在尼泊尔，首席部长是7个省中每个省的民选政府首脑。根据现行《尼泊尔宪法》第167条的规定，首席部长由各省省长任命。
在省议会选举之后，省长会邀请在议会中拥有多数席位的政党领袖组建政府。如果没有任何政党获得多数席位，省长则会邀请在其他政党支持下获得多数的政党领袖组建政府。被任命的首席部长必须获得省议会的信任，其任期与该省省议会的任期相同。